# 美國聯盟冠軍賽
美國職棒大聯盟的美國聯盟冠軍賽（英語：American League Championship Series，簡記為）通常在10月舉行，是大聯盟季後賽的第三輪比賽，獲勝隊伍即為美聯的冠軍。優勝隊伍可以晉級下一回合，即與國聯冠軍隊伍對戰的「世界大賽」。1969年以前，二聯盟各自的冠軍是由季賽戰績決定的。國聯有四次（1946年、1951年、1959年、以及1962年）因為戰績相同而舉行三戰二勝制的季末加賽，這個情節在美聯只發生過一次（1948年，而且只進行一場加賽）。
1969年起，二個聯盟各自劃分為東、西二個分區，季後賽也改成先由二個分區的冠軍進行五戰三勝制的聯盟冠軍賽，以決定誰可以晉級世界大賽。1985年之後則又改為七戰四勝制。
1994年時，二個聯盟再度重新劃分為三個分區，由三個分區成績最佳的隊伍，以及外卡（最好的第二名），先兩兩進行五戰三勝制的分區系列賽，然後二支獲勝的隊伍再進行七戰四勝的聯盟冠軍賽。
2012年增加外卡驟死賽，除了三個分區冠軍隊伍以外，戰績前二名打一場外卡驟死賽，獲勝的隊伍晉級下一輪。
2022年時，由分區冠軍戰季最差的球隊對上外卡第三的球隊以及跟外卡第一對上外卡第二的球隊進行三戰二勝制的外卡系列賽，然後二支勝隊挑戰分區冠軍戰績較好的二隊進行五戰三勝制的分區系列賽，然後二支獲勝的隊伍再進行七戰四勝的聯盟冠軍賽。
冠軍賽自從改成七戰四勝制後，均採用二三二的方式進行，也就是第一、二、六*、七*戰在有主場優勢的隊伍球場舉行，而三、四、五*戰則是在另一方的主場舉行（*表示如果有需要的話才舉行，因為某一隊先得四勝的話就不用再比剩下的了）。除外卡球隊以外，季賽戰績較佳的隊伍有主場優勢，外卡隊伍在分區賽及季後賽都沒有主場優勢。如果兩方季賽戰績相同的話，則比較對戰成績。
美聯冠軍賽（1980年起）也有設置「最有價值球員」（MVP）的獎項，分區賽則無。冠軍賽獎盃又被稱為（前美聯總裁）獎盃。
1969年以前的美聯冠軍，參見美聯歷年冠軍列表。

## 歷年對戰組合
| 年份   | 勝隊             | 敗隊             | 勝場     | MVP                      | 補述 |
| ------ | ---------------- | ---------------- | -------- | ------------------------ | --- |
| 1969年 | 巴爾的摩金鶯     | 明尼蘇達雙城     | 3-0      | -                        | |
| 1970年 | 巴爾的摩金鶯     | 明尼蘇達雙城     | 3-0      | -                        | |
| 1971年 | 巴爾的摩金鶯     | 奧克蘭運動家     | 3-0      | -                        | |
| 1972年 | 奧克蘭運動家     | 底特律老虎       | 3-2      | -                        | |
| 1973年 | 奧克蘭運動家     | 巴爾的摩金鶯     | 3-2      | -                        | |
| 1974年 | 奧克蘭運動家     | 巴爾的摩金鶯     | 3-1      | -                        | |
| 1975年 | 波士頓紅襪       | 奧克蘭運動家     | 3-0      | -                        | |
| 1976年 | 紐約洋基         | 堪薩斯市皇家     | 3-2      | -                        | 克里斯·錢布里斯在第五戰擊出再見全壘打後，滿場球迷爭相衝進場中，讓他差點跑不回本壘。 |
| 1977年 | 紐約洋基         | 堪薩斯市皇家     | 3-2      | -                        | 作客的洋基隊在第五戰9局上得到3分獲勝，並一路過關斬將，再度晉級世界大賽。這也是連續3年晉級的第二次。 |
| 1978年 | 紐約洋基         | 堪薩斯市皇家     | 3-1      | -                        | 喬治·布瑞特在第四戰創下單場三響砲的美聯冠軍賽紀錄，並創下在這個系列賽一共擊出兩支三壘安打的紀錄（之後肯尼·洛夫頓才追平了這個紀錄） |
| 1979年 | 巴爾的摩金鶯     | 加利福尼亞天使   | 3-1      | -                        | |
| 1980年 | 堪薩斯市皇家     | 紐約洋基         | 3-0      | 法蘭克·懷特 皇家         | 皇家橫掃洋基，並成為第一支拿到美聯冠軍的擴編球隊。 |
| 1981年 | 紐約洋基         | 奧克蘭運動家     | 3-0      | 葛雷格·奈托斯 洋基       | 職業啦啦隊長在奧克蘭舉行的第三戰裡首次帶動波浪舞。 |
| 1982年 | 密爾瓦基釀酒人   | 加利福尼亞天使   | 3-2      | 弗瑞德·林恩 天使         | 首度由兩支擴編隊伍競逐的冠軍戰。 |
| 1983年 | 巴爾的摩金鶯     | 芝加哥白襪       | 3-1      | 金鶯                     | |
| 1984年 | 底特律老虎       | 堪薩斯市皇家     | 3-0      | 柯克·吉卜森 老虎         | 在吉卜森的強打加持下，老虎橫掃皇家，並一步一步地邁向世界大賽的勝利。 |
| 1985年 | 堪薩斯市皇家     | 多倫多藍鳥       | 4-3      | 喬治·布列特 皇家         | 第一次採用七戰四勝制的冠軍戰。在1勝3負後，皇家逆轉勝，包括兩場重要的客場勝利。吉姆·桑德柏格在第七戰的三分打點三壘安打將比數拉開。 |
| 1986年 | 波士頓紅襪       | 加利福尼亞天使   | 4-3      | 紅襪                     | 天使在第五戰只差一個出局數（甚至是一個好球而已），就可以贏得冠軍。卻被從投手唐尼·摩爾手中擊出超前的全壘打。天使雖然再度追平，但還是在延長賽中落敗。紅襪趁勝追擊，回到主場拿下之後的兩場勝利。 |
| 1987年 | 明尼蘇達雙城     | 底特律老虎       | 4-1      | 蓋瑞·蓋耶提 雙城         | 雙城自1965年後再度晉級世界大賽，他們的戰績是四個分區冠軍中最差的。 |
| 1988年 | 奧克蘭運動家     | 波士頓紅襪       | 4-0      | 丹尼斯·艾克斯利 運動家   | 艾克斯利創下了讓後人只能追平的四次救援成功冠軍賽紀錄。 |
| 1989年 | 奧克蘭運動家     | 多倫多藍鳥       | 4-1      | 瑞奇·韓德森 運動家       | 韓德森的八次盜壘（前五戰）成功至今仍是美聯冠軍賽紀錄。不過最受注目的還是荷西·坎塞柯那支打到天虹體育館上層看台的超大號全壘打。 |
| 1990年 | 奧克蘭運動家     | 波士頓紅襪       | 4-0      | 戴夫·史都華 運動家       | 羅傑·克萊門斯在第四戰被驅逐出場，等於是為紅襪敲進最後一根封棺釘。 |
| 1991年 | 明尼蘇達雙城     | 多倫多藍鳥       | 4-1      | 克爾比·帕基特 雙城       | |
| 1992年 | 多倫多藍鳥       | 奧克蘭運動家     | 4-2      | 羅伯托·阿勒瑪 藍鳥       | 阿勒瑪在第四戰第9局從丹尼斯·艾克斯利手中擊出一支重要的全壘打。藍鳥也成為第一支贏得冠軍的非美國本土球隊。 |
| 1993年 | 多倫多藍鳥       | 芝加哥白襪       | 4-2      | 戴夫·史都華 藍鳥         | 藍鳥擊敗白襪，首次非美國本土球隊衛冕世界大賽冠軍二連霸。 |
| 1994年 | 罷工停辦         | 罷工停辦         | 罷工停辦 | 罷工停辦                 | 罷工停辦 |
| 1995年 | 克里夫蘭印地安人 | 西雅圖水手       | 4-2      | 奧勒爾·赫西瑟 印地安人   | 赫西瑟成為首位在兩個聯盟都獲得冠軍賽的球員，印地安人繼1954年之後再度成為美聯冠軍。 |
| 1996年 | 紐約洋基         | 巴爾的摩金鶯†    | 4-1      | 伯尼·威廉斯 洋基         | |
| 1997年 | 克里夫蘭印地安人 | 巴爾的摩金鶯     | 4-2      | 馬奎斯·葛里森姆 印地安人 | 湯尼·費南德茲在第六戰第11局的全壘打幫助印地安人3年內兩度登上美聯冠軍寶座。 |
| 1998年 | 紐約洋基         | 克里夫蘭印地安人 | 4-2      | 大衛·威爾斯 洋基         | 洋基三連霸 |
| 1999年 | 紐約洋基         | 波士頓紅襪†      | 4-1      | 奧蘭多·赫南德茲 洋基     | 洋基三連霸 |
| 2000年 | 紐約洋基         | 西雅圖水手†      | 4-2      | 大衛·賈斯提斯 洋基       | 洋基三連霸 |
| 2001年 | 紐約洋基         | 西雅圖水手       | 4-1      | 安迪·派提特 洋基         | 水手雖然雖創下了季賽116勝的紀錄，但洋基還是擊敗了他們。阿方索·索利安諾在第四戰擊出再見全壘打。 |
| 2002年 | 安那罕天使†      | 明尼蘇達雙城     | 4-1      | 亞當·甘迺迪 天使         | 冠軍賽在決定性的第五戰擊出單場三響砲，不過他在季賽也才擊出七支。 |
| 2003年 | 紐約洋基         | 波士頓紅襪†      | 4-3      | 马里安诺·李维拉 洋基     | |
| 2004年 | 波士頓紅襪†      | 紐約洋基         | 4-3      | 大卫·欧提兹 紅襪         | 波士頓紅襪在零勝三敗的絕對劣勢下連拿四勝淘汰紐約洋基挺進世界大賽最終獲得世界大賽冠軍 |
| 2005年 | 芝加哥白襪       | 洛杉磯安那罕天使 | 4-1      | 保羅·柯諾可 白襪         | 除了第一戰輸球並且由中繼投手接手2/3局外，白襪接下來連續四場均為完投勝。不過第二戰最後一個出局數卻發生了主審爭議性的不死三振判決，間接幫助白襪獲勝及完成此難得一見的紀錄。柯諾可在第三、四戰連續兩場在第1局都擊出全壘打。 |
| 2006年 | 底特律老虎†      | 奧克蘭運動家     | 4-0      | 普拉西多·波兰柯 老虎     | 馬吉里歐·歐多尼茲在第四戰9局下擊出再見全壘打，完成這次橫掃。運動家在第一戰也留下了季後賽得點圈打擊率13支0、4支雙殺打的難堪紀錄。 |
| 2007年 | 波士頓紅襪       | 克里夫蘭印地安人 | 4-3      | 贾许·贝基特 紅襪         | G4凯文·尤克里斯、大卫·欧提兹、曼尼·拉米瑞兹連續三棒均擊出全壘打，這是美聯（以及國聯）冠軍賽史上的第一次。 |
| 2008年 | 坦帕灣光芒       | 波士頓紅襪†      | 4-3      | 马特·加尔萨 光芒         | 光芒與衛冕軍紅襪爭奪世界大賽門票，在第一戰及第六戰紅襪拿下勝利後，在第二、三、四戰皆由光芒拿下勝利，光芒在第五戰眼看紅襪要淘汰了，沒想到紅襪可以從零比七落後情形下還能演出戲劇化的大逆轉，在第七戰光芒靠著马特·加尔萨壓制紅襪之下，最終光芒以3：1淘汰紅襪，光芒自成軍以來第一次打進世界大賽，將在世界大賽和費城費城人爭奪世界大賽冠軍。 |
| 2009年 | 紐約洋基         | 洛杉磯安那罕天使 | 4-2      | C·C·沙巴西亞 洋基        | |
| 2010年 | 德州遊騎兵       | 紐約洋基†        | 4-2      | 喬許·漢彌爾頓 遊騎兵     | |
| 2011年 | 德州遊騎兵       | 底特律老虎       | 4-2      | 尼爾森·克魯斯 遊騎兵     | |
| 2012年 | 底特律老虎       | 紐約洋基         | 4-0      | Delmon Young 老虎        | |
| 2013年 | 波士頓紅襪       | 底特律老虎       | 4-2      | 上原浩治 紅襪            | 上原浩治以美聯冠軍賽出賽5場，主投6局無失分，1勝3救援成功的優秀表現，幫助紅襪闖進世界大賽，獲選為最有價值球員。 |
| 2014年 | 堪薩斯市皇家†    | 巴爾的摩金鶯     | 4-0      | 洛倫佐·肯恩 皇家         | |
| 2015年 | 堪薩斯市皇家     | 多倫多藍鳥       | 4-2      | 艾爾西迪斯·艾斯科巴 皇家 | 2015年的美聯冠軍賽，艾斯科巴系列賽0.478紀錄獲得一開場連續四場系列中的打擊。他被選為2015年美聯冠軍賽MVP。 |
| 2016年 | 克里夫蘭印地安人 | 多倫多藍鳥†      | 4-1      | 安德魯·米勒 印地安人     | 2016年的美聯冠軍戰，一共只打下了20分。季中交易來的安德魯·米勒出賽4場，後援7.2局，只被擊出3支安打，送出14K，外帶一次救援成功，強勢封鎖藍鳥恐怖的進攻火力。 |
| 2017年 | 休士頓太空人     | 紐約洋基†        | 4-3      | 賈斯丁·韋蘭德 太空人     | 這系列賽全部都是主隊獲勝，而季中從老虎轉到太空人的賈斯丁·韋蘭德堪稱太空人贏球保證，這2場先發總共投16局僅失1分，幫助太空人奪下轉到美聯後的第一個冠軍。 |
| 2018年 | 波士頓紅襪       | 休士頓太空人     | 4-1      | 小傑基·布萊德利 紅襪     | 布萊德利在這5戰只擊出3支安打，但都是長打，2支全壘打和一支清壘二壘安打重創太空人，一共打下9分打點。 |
| 2019年 | 休士頓太空人     | 紐約洋基         | 4-2      | 荷西·奧圖維 太空人       | 奧圖維在第6場的9局下擊出再見2分砲，幫助太空人闖進世界大賽。 |
| 2020年 | 坦帕灣光芒       | 休士頓太空人†    | 4-3      | 蘭迪·亞羅薩倫納 光芒     | 太空人成為MLB史上第2支自0：3絕境反撲逼入第7戰的球隊，但季後賽手感熾熱的蘭迪·亞羅薩倫納，這個系列賽4轟6打點，包含第7戰1局下的2分砲，幫助3連勝後3連敗的光芒重振氣勢，進而甩脫糾纏。 |
| 2021年 | 休士頓太空人     | 波士頓紅襪†      | 4-2      | 約爾丹·艾爾法瑞茲 太空人 | 約爾丹·艾爾法瑞茲在系列賽高達5成22打擊率，23打數12安打，其中6打點還有1發全壘打，攻擊指數高達1.408。 |
| 2022年 | 休士頓太空人     | 紐約洋基         | 4-0      | 傑瑞米·佩尼亞 太空人     | |
| 2023年 | 德州遊騎兵†      | 休士頓太空人     | 4-3      | 阿多利斯·賈西亞 遊騎兵   | 阿多利斯·賈西亞在美聯冠軍賽第七戰當場雙響砲連續四場開轟，跟喬丹·蒙哥馬利完全壓制太空人打線，奪得第七戰勝利，睽違12年再度打進世界大賽。 |
| 2024年 | 紐約洋基         | 克里夫蘭守護者   | 4-1      | 賈恩卡洛·斯坦頓 洋基     | 太空人隊中斷了連續七年打入聯盟冠軍戰的紀錄。 洋基隊的賈恩卡洛·斯坦頓5場比賽敲出4轟，第三戰敲出超前轟，第五戰敲出追平轟。最終在第5戰十局上半靠著胡安·索托的致勝三分砲，洋基睽違15年打進世界大賽。 |

†外卡（1995年之後）

## 外部連結
- http://www.baseball-reference.com/postseason/ （页面存档备份，存于）